# Daniele Paponi
Daniele Paponi (ur. 16 kwietnia 1988 w Ankonie) – włoski piłkarz występujący na pozycji napastnika. Od 2016 gra w US Latina Calcio.

## Kariera klubowa
Daniele Paponi jest wychowankiem Ancony Calcio, w której trenował do 2004 roku. Zawodową karierę rozpoczynał jednak w 2005 roku w Parmie, w barwach której 22 października w przegranym 4:1 spotkaniu z Fiorentiną zadebiutował w Serie A. „Gialloblu” w sezonie 2005/2006 zajęli w lidze siódme miejsce, natomiast sam Paponi wystąpił tylko w pięciu meczach. 28 września 2006 roku Włoch strzelił jedyną bramkę w wygranym 1:0 rewanżowym spotkaniu pierwszej rundy Pucharu UEFA przeciwko Rubinowi Kazań, a 29 listopada zdobywając gola w 92 minucie zapewnił Parmie wyjazdowe zwycięstwo w pojedynku rundy grupowej z RC Lens 2:1. Pierwszą bramkę w rozgrywkach ligowych włoski napastnik strzelił natomiast 20 grudnia, a jego zespół zremisował wówczas z Messiną 1:1. Sezon 2006/2007 Parma zakończyła na dwunastej pozycji w końcowej tabeli Serie A, a Paponi wystąpił łącznie w jedenastu meczach.
W styczniu 2008 roku Włoch został wypożyczony do Ceseny. W nowym klubie grywał znacznie częściej niż na Stadio Ennio Tardini i do końca rozgrywek wziął udział w 22 ligowych pojedynkach. Następnie Paponi powrócił do Parmy, która pod jego nieobecność spadła do drugiej ligi. O miejsce w składzie włoski piłkarz rywalizował między innymi z Reginaldo, Julio Césarem de Leónem, Alberto Paloschim i Cristiano Lucarellim.
20 stycznia 2009 roku został wypożyczony do Rimini, natomiast latem na tej samej zasadzie trafił do Perugii. 10 czerwca 2010 działacze Parmy sprzedali Paponiego do Bolonii, natomiast w odwrotnym kierunku powędrował Gabriele Paonessa. W 2013 roku został wypożyczony do klubu Montreal Impact. W sezonie 2014/2015 przebywał na wypożyczeniu w Anconie. W 2016 przeszedł do US Latina Calcio.

## Kariera reprezentacyjna
Paponi ma za sobą jeden występ w reprezentacji Włoch do lat 17. Zadebiutował w niej 21 lutego 2008 roku w zremisowanym 1:1 meczu z Turcją. Pierwsze powołanie do kadry otrzymał niemal pół roku wcześniej na rozegrany 2 października 2007 roku pojedynek przeciwko Armenii.